# Pauline Gaillard
Ne doit pas être confondu avec Pauline Gabrielle Gaillard.
Pauline Gaillard est une monteuse française.

## Biographie
Diplômée de la Femis (département « Montage », promotion 2000), Pauline Gaillard a travaillé plusieurs fois avec Valérie Donzelli.
Elle a également réalisé un court métrage, Que devient mon souvenir quand tu n'y penses pas (2010) et, pour la télévision - avec Amélie Harrault -, trois épisodes du documentaire Les Aventuriers de l'art moderne.
Elle est membre du collectif 50/50 qui a pour but de promouvoir l’égalité des femmes et des hommes et la diversité dans le cinéma et l’audiovisuel,.

## Filmographie partielle
- 2001 : Le Passage des bêtes de Renaud Fély (court métrage)
- 2002 : Les jours où je n'existe pas de Jean-Charles Fitoussi
- 2003 : Comme si de rien n'était de Pierre-Olivier Mornas
- 2003 : Les Lionceaux de Claire Doyon
- 2005 : La Peau trouée de Julien Samani (moyen métrage)
- 2006: Requiem for Billy the Kid d'Anne Feinsilber
- 2008 : Un autre homme de Lionel Baier
- 2010 : La Reine des pommes de Valérie Donzelli
- 2010 : Memory Lane de Mikhael Hers
- 2012 : Les Invisibles de Sébastien Lifshitz
- 2012 : Main dans la main de Valérie Donzelli
- 2013 : Les Grandes Ondes (à l'ouest) de Lionel Baier
- 2015 : En équilibre de Denis Dercourt
- 2015 : Marguerite et Julien de Valérie Donzelli
- 2016 : Les Habitants de Raymond Depardon
- 2016 : Les Vies de Thérèse de Sébastien Lifshitz
- 2017 : Braguino de Clément Cogitore (court métrage)
- 2020 : Petite Fille de Sébastien Lifshitz
- 2022 : Babysitter de Monia Chokri
- 2023 : L'amour et les forêts de Valérie Donzelli

## Distinctions

### Récompenses
- 2015 : Prix du Syndicat français de la critique de cinéma et des films de télévision (Prix télévision : meilleur documentaire) pour Les Aventuriers de l'art moderne (3 épisodes - coréalisatrice : Amélie Harrault)

### Nominations
- 2012 : César du meilleur montage pour La guerre est déclarée
- 2022 : Iris du meilleur montage pour Babysitter